# Francisco Hernández de Córdoba (fundador de Nicaragua)

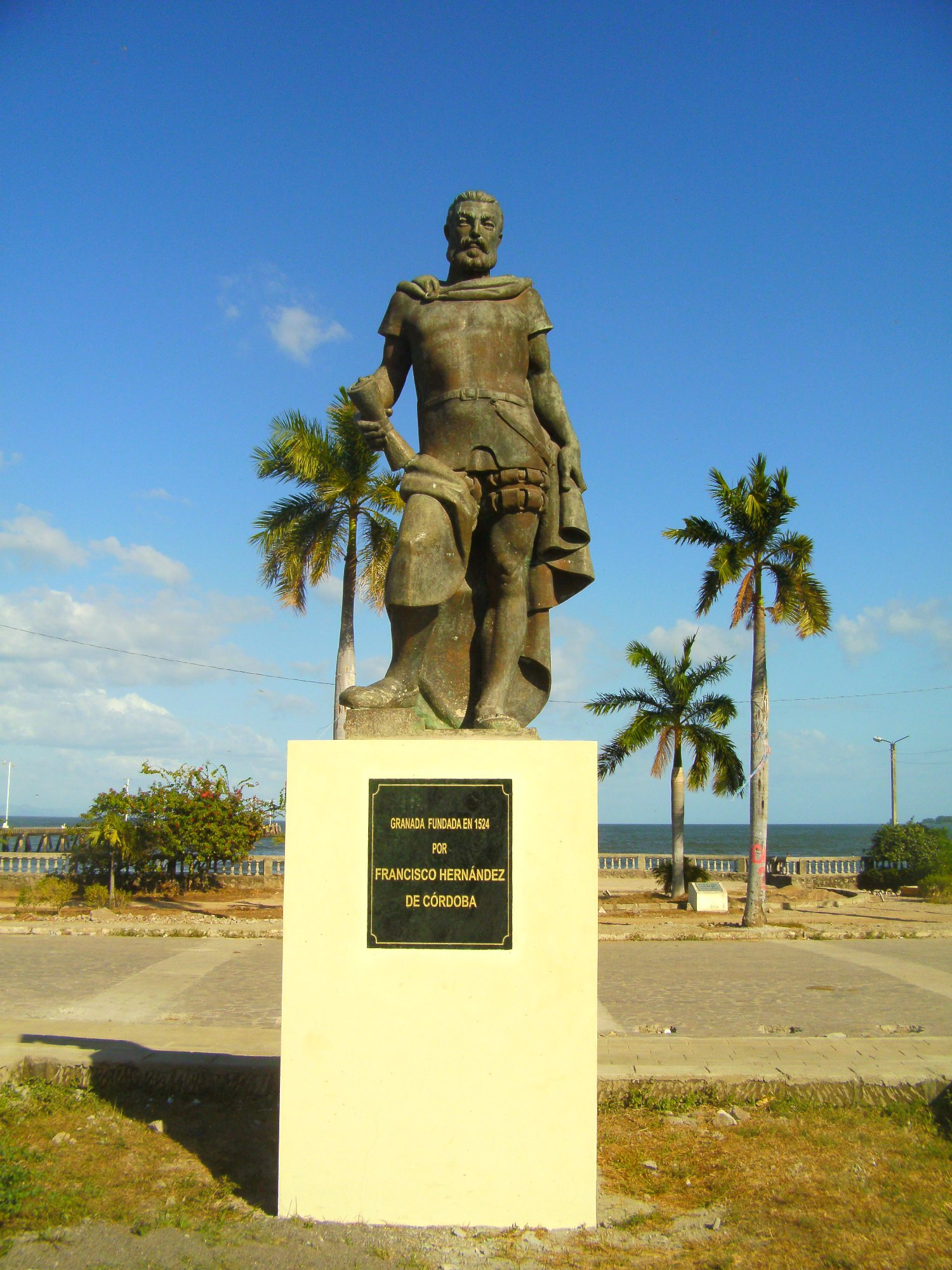
Estatua de Hernández de Córdoba en Granada (Nicaragua).

Francisco Hernández de Córdoba (Cabra, ¿1475?-León, 1526) fue un conquistador español, capitán y jefe de expedición a las órdenes de Pedro Arias Dávila. La moneda de Nicaragua, el córdoba, es llamada así en su memoria.

## Biografía
Hijo de Alonso Hernández y Elvira Díaz, vecinos de Cabra (Córdoba), embarcó a las Indias el 10 de enero de 1517. Una vez ahí, realizó diferentes expediciones cabalgadas con fines principalmente lucrativos en busca de metales preciosos y es nombrado alcalde de Panamá.
En 1523 fue enviado a la zona de costa del Pacífico de lo que hoy es Nicaragua, donde fundó las ciudades de Granada, en la ribera nordoccidental del lago Cocibolca o Gran Lago de Nicaragua a los pies del volcán Mombacho, y León (anterior a la actual León), en la costa occidental del lago Xolotlán o lago de Managua a los pies del volcán Momotombo.
Por medio de su teniente Ruy Díaz, fundó la villa de Bruselas, en Costa Rica. Después de un apasionado romance que eventualmente salió a luz pública, Pedrarias (Pedro Arias Dávila) lo envió a la costa del Mar del Sur porque sospechaba una posible traición con Gil González Dávila.

### Asesinato
Hernández de Córdoba a su vez luchó contra Cristóbal de Olid con el apoyo de Hernán Cortés, que consideró a Olid en rebeldía. Se dice que todas las noches, Hernán Cortés repasaba la lista de allegados a la par de sus súbditos, para estudiar posibles traiciones de sus amantes; así como posibles nuevas aventuras. En vista de que olvidaba características físicas con frecuencia, mantenía un pequeño retazo de cuero con los nombres grabados y a la par, las descripciones fisonómicas relevantes de cada uno de sus enviados. Por ejemplo, Hernández de Córdoba era, traducido desde castellano antiguo, como "el de la nariz grande y las preguntas redundantes".
Una vez perdido el apoyo de Cortés, Pedrarias sospechó que Hernández le había traicionado, por lo que envió unas naves para su captura, que terminó con la decapitación de Hernández por orden de Pedrarias. Su cuerpo fue sepultado en el presbiterio de la iglesia de la Merced de León.
La cabeza de Hernández de Córdoba fue clavada en una estaca, estando varios días expuesta a la vista de la población de León para luego ser retirada y colocada en una de las calles más concurridas de la ciudad a manera de farol, con una vela encendida desde dentro del cráneo para alumbrar a los nobles transeúntes. Cinco años más tarde, el cuerpo de Pedrarias sería sepultado junto al de su víctima.

## Lugar de enterramiento
Los restos de Hernández fueron descubiertos en el año 2000 junto a los de Dávila en dicha iglesia. Ambos fueron sepultados en el Memorial de los Fundadores, construido en ese mismo año en un sector de su antigua plaza mayor. Los restos de Hernández de Córdoba fueron honrados con 21 cañonazos por parte del Ejército de Nicaragua y sepultados en el lugar de honor del Memorial, bajo su propia estatua, traída de la antigua Catedral de Managua. Los restos de Dávila fueron sepultados a los pies del anterior.
Actualizando: los restos estuvieron bajo la estatua traída prestada de Catedral Santiago de Managua. Luego de unos años el material que usó según afirman Navas Cordonero escultor estaba deteriorando, su mano izquierda sosteniendo el mundo se perdió y fue repuesta malamente con una mano sosteniendo un pergamino. La misma se halla en el antiguo Palacio Nacional hoy de Cultura.
Los restos también reducidos han sido removidos, aún no han dicho donde.